# ديريك الأول (كونت هولندا)
ديريك الأول (Theoderic) كان كونت مقاطعة هولندا، يعتقد أنه تولى اللقب حوالي عام 896م إلى حوالي عام 928م أو 939م.